# Serie B 1942-1943 (pallacanestro maschile)
Il campionato di Serie B 1942-1943 di pallacanestro maschile secondo livello del 23º campionato italiano, è il 6° organizzato dalla FIP sotto questa definizione.
Le 12 società iscritte sono state divise in 3 gironi all'italiana su base geografica, in una stagione fortemente condizionata dall'evento bellico in corso, tanto che non vi furono promozioni e retrocessioni.
La serie cadetta fu ricostituita solo nella stagione 1947/48.

## Gironi

### Girone A
- Guf Roma
- Guf Siena
- CREM La Spezia
- Guf Parma

### Girone B
- Guf Milano
- Guf Firenze
- Guf Cremona
- Guf Reggio Emilia

### Girone C
- Guf Gorizia
- Guf Ravenna
- Guf Padova
- Guf Bologna

## Girone finale

### Classifica
|  | Pos. | Squadra          | Pt | G | V | N | P | PtF | PtS |
|  | ---- | ---------------- | -- | - | - | - | - | --- | --- |
|  | 1.   | C.S. Crem Spezia | 7  | 4 | 3 | 1 | 0 | 92  | 68  |
|  | 2.   | Guf Gorizia      | 3  | 4 | 1 | 1 | 2 | 91  | 108 |
|  | 3.   | Guf Firenze      | 2  | 4 | 1 | 0 | 3 | 83  | 95  |

Legenda:
      Promossa direttamente in Serie A 1943-1944
Regolamento:
Due punti a vittoria, uno a pareggio, zero a sconfitta.
Note:
Con l'interruzione del campionato per ragioni belliche, le promozioni sono state annullate.

## Verdetti

### Squadre Promosse
- Promozioni in Serie A:

Crem La Spezia
Guf Gorizia